# Centralny Ukraiński Komitet Powstańczy
Centralny Ukraiński Komitet Powstańczy – tajna organizacja, działająca na Ukrainie, powstała w lutym 1921 w Kijowie.
Jej zadaniem było przygotowanie powstania przeciw władzy bolszewickiej i utworzenie niepodległego państwa ukraińskiego. Dowódcą CUKP został jeden z przywódców Ukraińskiej Organizacji Wojskowej (UWO) – Iwan Andruch.
CUKP utrzymywał przez kurierów stałą łączność z Sztabem Partyzancko-Powstańczym we Lwowie, informując gen. Tjutjunnyka o stanie  przygotowań do powstania i rozmieszczeniu jednostek Armii Czerwonej.
W lecie 1921 CUKP został doszczętnie rozbity przez CzeKa, to samo stało się z większością oddziałów partyzanckich działających na terenie USRR.

## Literatura
- Ігор Срібняк, Володимир Мусієнко. Діяльність Всеукраїнського Центрального Повстанського Комітету в 1921 р. Штурм, Міннесота, 1994. Ч.78. С.10-11.
- Ігор Срібняк, Обеззброєна, але нескорена: Інтернована Армія УНР у таборах Польщі й Румунії (1921-1924 рр.). Київ-Філядельфія, 1997. 187 с. http://elibrary.kubg.edu.ua/id/eprint/19901
- Jacek Legieć: Armia Ukraińskiej Republiki Ludowej w wojnie polsko-ukraińsko-bolszewickiej w 1920 r. Toruń, 2002. ISBN 83-7322-053-4.